# Emerson Sheik
Márcio Passos de Albuquerque, bolj znan pod vzdevkom Emerson Sheik ali samo Emerson, brazilsko-katarski nogometaš, * 6. december 1978.
Za katarsko reprezentanco je odigral tri uradne tekme.